# Alta Verapaz
Alta Verapaz is een departement van Guatemala, gelegen in het midden van het land. De hoofdstad van het departement is Cobán.
Alta Verapaz bestrijkt een oppervlakte van 8686 km² en heeft 1.215.038 inwoners (2018). Daarme is het na Guatemala het meest volkrijke departement van het land.
In Alta Verapaz bevindt zich het biosfeerreservaat Mario Dary, waar de flora en fauna van de regio beschermd wordt. Hier woont ook de quetzal, een nationaal symbool in Guatemala.

## Gemeenten
Het departement is ingedeeld in zeventien gemeenten:
- Chahal
- Chisec
- Cobán
- Fray Bartolomé de Las Casas
- Panzós
- Raxruhá
- San Agustín Lanquín
- San Cristóbal Verapaz
- San Juan Chamelco
- San Miguel Tucurú
- San Pedro Carchá
- Santa Catalina La Tinta
- Santa Cruz Verapaz
- Santa María Cahabón
- Senahú
- Tactic
- Tamahú

Alta Verapaz · Baja Verapaz · Chimaltenango · Chiquimula · El Progreso · Escuintla · Guatemala · Huehuetenango · Izabal · Jalapa · Jutiapa · Petén · Quetzaltenango · Quiché · Retalhuleu · Sacatepéquez · San Marcos · Santa Rosa · Sololá · Suchitepéquez · Totonicapán · Zacapa